# Ribáry Antal
Ribáry Antal (Ribári is, Budapest, 1924. január 8. – Budapest, 1992. április 24.) magyar zeneszerző. Alapító tagja volt a Magyar Zeneművészek Szövetségének és a Zenei Alapnak. Operái és megzenésített versei lettek ismertek.

## Életpályája
Polgári családban született. Tanulmányait a Liszt Ferenc Zeneművészeti Főiskolán végezte 1943 és 1947 között, ahol Szabó Ferenctől, a későbbi igazgatótól, zeneszerzést tanult. 1959-ben a Magyar Állami Operaház bemutatta Bródy Sándor drámája nyomán készült Lajos király válik című egyfelvonásos vígoperáját.
Budapesten hunyt el 68 éves korában. Temetése a Rákoskeresztúri új köztemető 53-as szóróparcellájában 1992. május 29-én volt.

## Művei
- I. szimfónia (1960)
- II. szimfónia (1964)
- III. szimfónia: rézfúvósokra, üstdobra és vonósokra (1970)
- IV. (Elégikus) Szimfónia (1980)
- I. gordonkaverseny (1958)
- II. gordonkaverseny (1977)
- 3éme sonate pour violon et piano (3. szonáta hegedűre és zongorára, 1976)
- 5 miniatűr fúvóstrióra (1970)
- 5 Villon-portré (dalciklus, 1981)
- A tűz csiholója
- Az aranypróbás legény (balett)
- Búza
- Cselló és zongora szonáta
- Dal
- Egy tavaszi nap
- Gárda-induló
- Gondolatok (vonósnégyes)
- Gyermekbánat
- Hajnalban
- Hegedűverseny (1965)
- Hellas (szvit zenekarra, altra, tenorra és kórusra)
- Húsz év múlva
- Kamarazene öt hangszerre: Fuvola, klarinét, hegedű, brácsa és cselló (1974)
- Kettőskvartett (1984)
- Kilenc miniatűr
- Kis szvit gordonkára és zongorára (1974)
- Lajos Király válik (vígopera egy felvonásban)
- Ligeti tragédia (opera két felvonásban)
- Mese szvit 1.
- Metamorfózis (szvit zenekarra és szopránra)
- Nyugalom
- Óda az ifjúsághoz
- Pantomim (zenekari szvit, 1965)
- Rengj csak föld
- Requiem egy szerelem halálára (kamarakórus, 1973)
- Tavaszi virradat
- Változás
- Zúzmarahullásban

## Hanglemezek
- The music of Antal Ribári (vinil, Serenus, New York, 1969, km.: Sziklay Erika, Oberfrank Géza, Mező László, Erdélyi Miklós, Komlóssy Erzsébet, Szőnyi Ferenc, Lukács Ervin, Magyar Rádió Szimfonikus Zenekara, Tátrai Vonósnégyes, Magyar Rádió Énekkara)